# Alberta Slim
 (novembre 2016).
Eric Charles Edward ou Alberta Slim (son nom de scène), né le 2 février 1910 dans le Wiltshire en Angleterre et mort le 25 novembre 2005 à Surrey en Colombie-Britannique, est un chanteur de hillbilly.

## Biographie
Il travaille sur la station de radio CKCK de Regina en Saskatchewan en 1938 et 1939. Il passe ensuite à CFQC[Quoi ?] à Saskatoon de 1940 à 1944, puis revient à Regina sur CKRM de 1945 à 1947 et il est également à New-Westminster pendant ces périodes.
Il obtient son premier succès avec When it's apple blossom time in Annapolis Valley en 1949 sur le label Gavotte. Plus tard, il attire l'attention des producteurs de RCA Victor et enregistre Waltz Evelina Waltz, You Say I'm a Fool, My Annapolis Valley Home et It's Too Late to Care.